# World Waterpark
World Waterpark – aquapark, powszechnie uważany za pierwszy oraz jeden z największych na świecie. Położony jest na terenie centrum handlowego West Edmonton Mall w Edmonton.
Posiada 23 zjeżdżalnie, najwyższe o wysokości 25 m.
Aquapark posiada największy na świecie kryty basen z falami, o objętości 12,3 mln l wody.